# Root sum squared
Il metodo root sum squared o RSS è un metodo di somma degli errori. Viene impiegato, ad esempio, nel calcolo delle tolleranze delle radioassistenze. 

## Esempi
Calcolo della tolleranza di un VOR
Il VOR è un radioaiuto che permette di determinare rotte magnetiche in allontanamento (FROM) o in avvicinamento (TO) dalla stazione. Tali indicazioni prendono il nome di radiali VOR, e possono essere utilizzate sia come rotta di volo, sia come intersezioni lungo un'altra rotta. Tolleranza in rotta (providing):
- Tolleranza del sistema a terra: ±3.5°
- Tolleranza del sistema di monitoraggio: ±1°
- Tolleranza del ricevitore: ±2.7°
- tolleranza tecnica di volo: ±2.5°

RSS degli errori: {\displaystyle \pm {\sqrt {3.5^{2}+1^{2}+2.7^{2}+2.5^{2}}}=\pm 5.176\simeq 5.2}
Se il VOR viene usato per creare un'intersezione, o fix, si elimina dalla RSS la tolleranza tecnica di volo, ottenendo
{\displaystyle \pm {\sqrt {3.5^{2}+1^{2}+2.7^{2}}}=\pm 4.532\simeq 4.5}
Quindi le tolleranze sono:
- Providing: ±5.2°
- Intersecting: ±4.5°

Per l'ICAO, tali tolleranze sono equivalenti ad un'accuratezza di 2σ, mentre per le fasi di decollo ed atterraggio si usa un contenimento 3σ, pertanto si aumentano tali valori del 50%.